# D-sub

Conectores D-sub de tamaño: DA-15, DB-25, DC-37, DD-50, y DE-9.

D-sub (del inglés: D-subminiature), D-subminiatura, es un tipo o grupo de conectores que se utilizan, generalmente, para conectar computadoras con distintos periféricos.
Los conectores D-sub fueron inventados por Cannon, una compañía de ITT Corporation, en 1952.
Cuando se crearon eran realmente pequeños (de ahí su nombre), pero hoy están entre los conectores más grandes.

## Descripción
Un conector D-sub tiene dos o tres filas paralelas de contactos (pines o clavijas), por lo general rodeados por un escudo metálico (en forma de “D”) que proporciona el apoyo mecánico y protección contra las interferencias electromagnéticas. La forma de “D” garantiza la orientación correcta en la conexión.
A la parte que contiene a los pines se le llama conector macho, mientras que a la que contiene los orificios se le llama conector hembra. El conector macho se ajusta firmemente en el conector hembra. Los escudos metálicos se conectan a los blindajes de los cables (cuando se utilizan cables de este tipo), creando una barrera eléctrica continua que cubre el cable entero y el sistema de conexión, evitando que los ruidos electromagnéticos interfieran en la comunicación.

## Nomenclatura
El número que incluye la nomenclatura de los D-sub hace referencia a la cantidad de clavijas de cada conector.
El “sistema de numeración” de las piezas, utilizado por Cannon, hace uso de un prefijo “D” para todas las series, seguido por una letra que indica el tamaño de la cubierta o carcasa D:
- A = 15 pines,
- B = 25 pines,
- C = 37 pines,
- D = 50 pines,
- E = 9 pines.

Seguido de la letra del tamaño de carcasa (A, B, C, D o E), va el número de contactos que lleva el conector, seguido por la letra que indica el “sexo” del conector:
- M = Masculino o macho (male),
- F = Femenino o hembra (female).

Por ejemplo, DE-15M indica un conector D-sub (D), con tamaño de carcasa de 9 clavijas (E), y 15 contactos (15), macho (M): es el típico conector VGA (Video Graphics Array).
Los pines de estos conectores tienen una separación aproximada de 2,74 mm (0,108 pulgadas) con las filas separadas 2,84 mm (0,112 pulgadas).

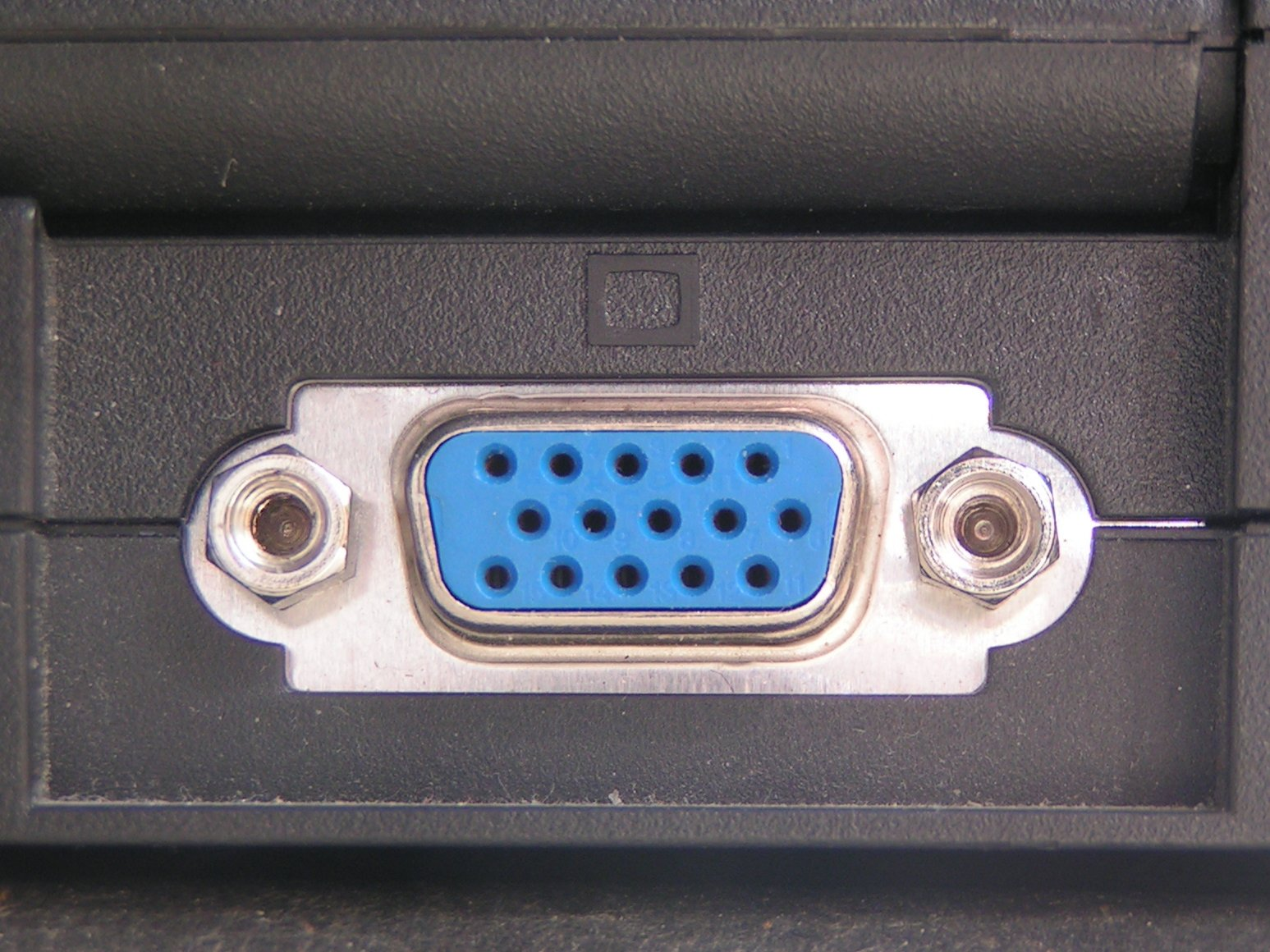
Puerto SVGA, (conector D-sub hembra: DE-15F).
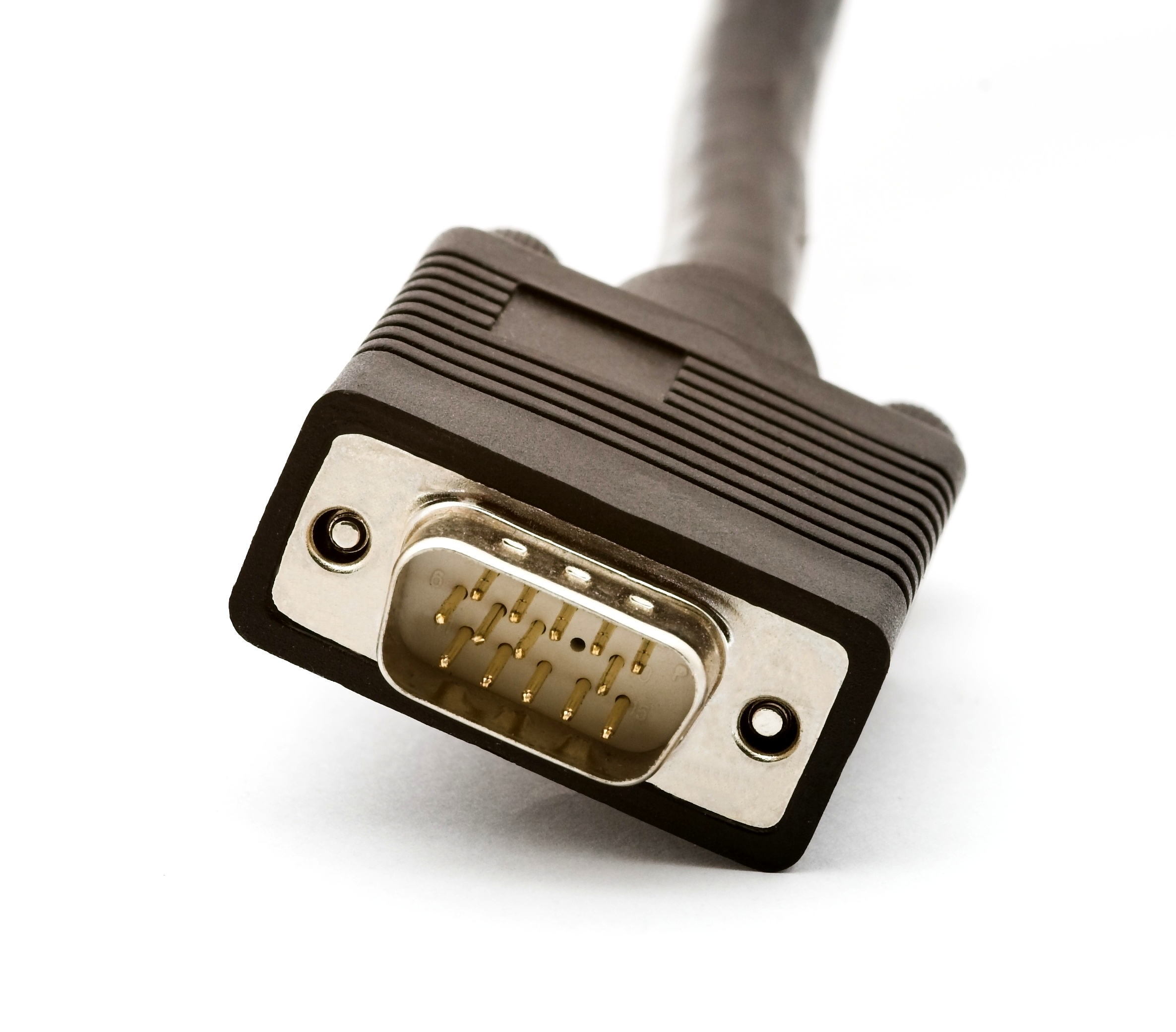
Conector VGA, (conector D-sub macho: DE-15M).
Conector DB13W3.
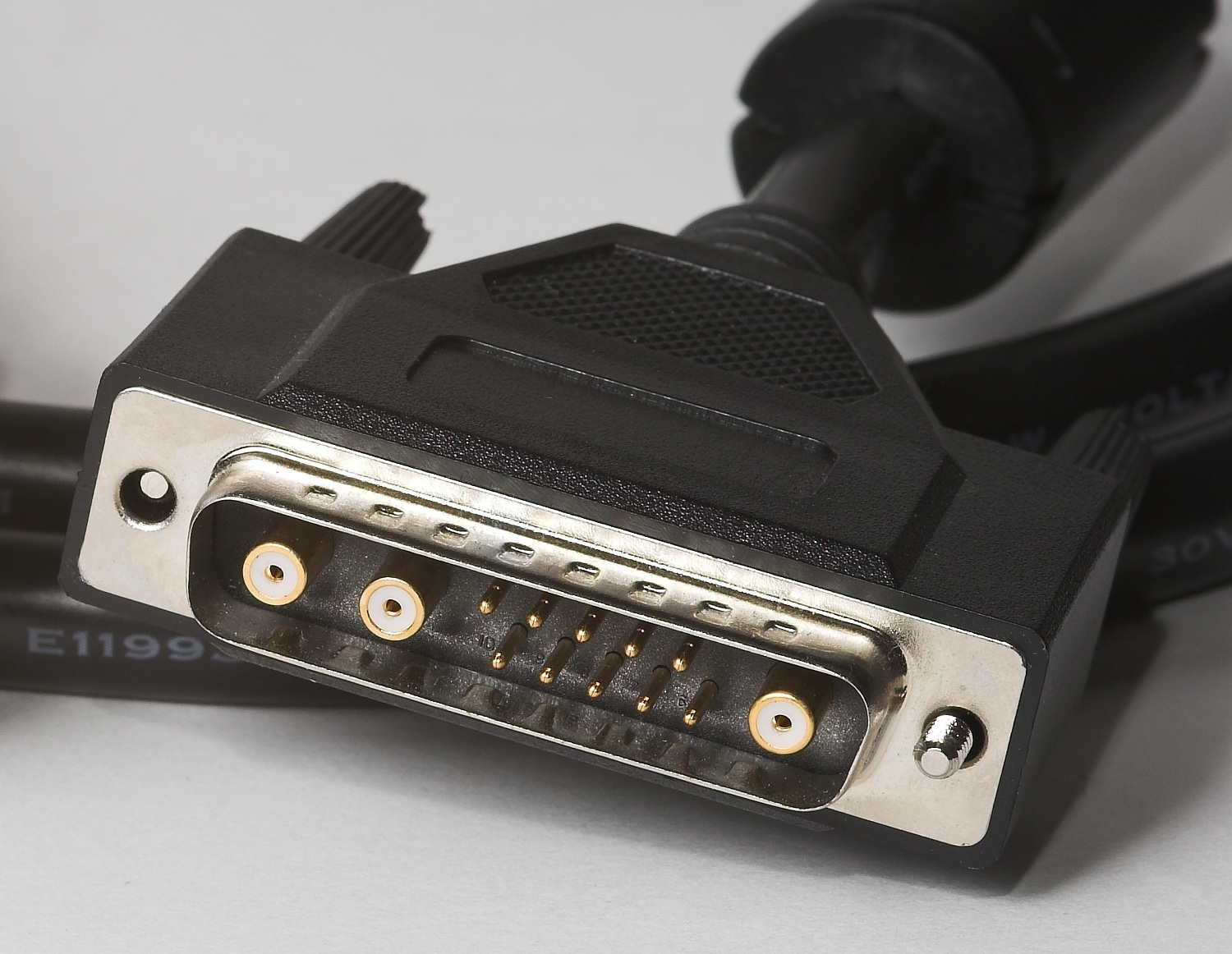
Conector macho DB13W3.
Pinout del conector DE-15F.
Pinout del conector DE-15M.

Cannon también fabricó conectores D-sub con contactos más grandes para llevar corriente de alta intensidad o señales coaxiales. La variante DB13W3 se emplea para conexiones de vídeo de alto rendimiento, consta de 10 contactos de tamaño estándar y tres conectores BNC para cables coaxiales, para las señales de vídeo RGB (rojo, verde, azul).
En videojuegos, las compañías Atari y SEGA usaron un tipo de conector D-sub que era compatible entre sí, el de SEGA en Atari y viceversa. Las consolas que utilizaron este conector fueron Atari 2600, Atari 7800 y Sega Mega Drive o Sega Genesis en EE. UU.; también la Famicom en Japón y Latinoamérica usan este conector aunque no son intercambiables con las demás.